# بنو عبدان (یمن)
 بنو عیدان  (در عربی:  بَنو عیدان)
نام روستایی است در دهستان المَذبَح از توابع استان لَحِج در کشور یمن در شبه جزیره عربستان.

## جمعیت
جمعیت آن (۶۰ ) نفر (۷ خانوار) می‌باشد.